# 鹿児島修学館中学校・高等学校
鹿児島修学館中学校・高等学校（かごしましゅうがくかんちゅうがっこう・こうとうがっこう 英語: Kagoshima Shugakukan Junior High School and Senior High School） は、鹿児島県鹿児島市永吉二丁目にある男女共学・中高一貫制の私立中学校・高等学校。
経営は学校法人津曲学園。鹿児島修学館高等学校は同学園が経営する鹿児島高等学校の修学館高等部として設立されたが、2002年に独立した。

## 沿革
- 1983年　鹿児島中学校開校[1]。
- 1990年　鹿児島高等学校の別館「修学館」設置、中高一貫教育開始。
- 2001年　鹿児島短期大学（後の鹿児島国際大学短期大学部、現在は廃止）の旧永吉キャンパスに校舎を移転。
- 2002年　修学館高等部が鹿児島修学館高等学校として認可され独立、鹿児島中学校は鹿児島修学館中学校に改称。
- 2023年　国際バカロレアMYP（ミドルイヤーズ・プログラム）認定。

## 交通
- 鹿児島市営バス35番線、鹿児島交通12番線、南国交通N41番線で「修学館前」バス停下車
- 鹿児島市営バス、JR九州バス、鹿児島交通　「護国神社前」バス停下車徒歩約5分
- 原則として中学生のみを対象にスクールバスを鹿児島中央駅西口から毎朝1便運行させている。

## 著名な出身者
- 島津久崇 - 神職
- 宮路拓馬 - 衆議院議員・内閣府大臣政務官

## その他
- 男女ともかつては寮があった。男子生徒は修学館専用の寮であるため、空いていればすぐに入寮可能であったが、2013年現在、入寮不可になっているため、後述する女子生徒と同じく、下宿斡旋が基本になっている。女子生徒は同学園の学校法人津曲学園鹿児島高等学校と共同の寮であるため、あふれることがあった。その場合は、下宿を学校から斡旋してもらう。尚2010年度より、女子寮希望者の募集は行わず、実質鹿児島高校の女子寮になった（2013年に閉館）ため、至近のかけごしや薬師の指定下宿に斡旋が基本になっている。
- 男子寮は学校の至近に独立後建設した。女子寮（玉江寮）は元は鹿児島短期大学の寮である。鹿児島短期大学が校名を改名し、移転したのに伴い、鹿児島高校との共同寮になった。

## 教育
鹿児島修学館中学校・高等学校ではIB（国際バカロレア）を用いた教育をしている。鹿児島修学館中学校・高等学校ではIB（国際バカロレア）では年齢に応じてきめ細やかに決められたカリキュラムを通して国際的な視野を持つ人材育成に取り組んでいる。鹿児島修学館中学校・高等学校は、2023年7月にIB（国際バカロレア）MYP（ミドルイヤーズ・プログラム）の認定校に認定された。一条校としては九州初のMYP校であり、鹿児島で1校目のIB認定校である。　　　